# Ernst von Stubenrauch

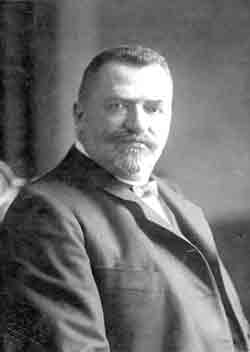
Ernst von Stubenrauch

Ernst Leberecht Hugo Georg Colmar Stubenrauch, ab 1900 von Stubenrauch (* 19. Juli 1853 in Sagan, Niederschlesien; † 4. September 1909 in Schierke im Harz) war ein deutscher Jurist, preußischer Beamter und Kommunalpolitiker. Er war von 1885 bis 1908 Landrat des südlich Berlins gelegenen Kreises Teltow und anschließend bis zu seinem Tod Polizeipräsident von Berlin. Stubenrauch gilt als der „Vater des Teltowkanals“.

## Leben

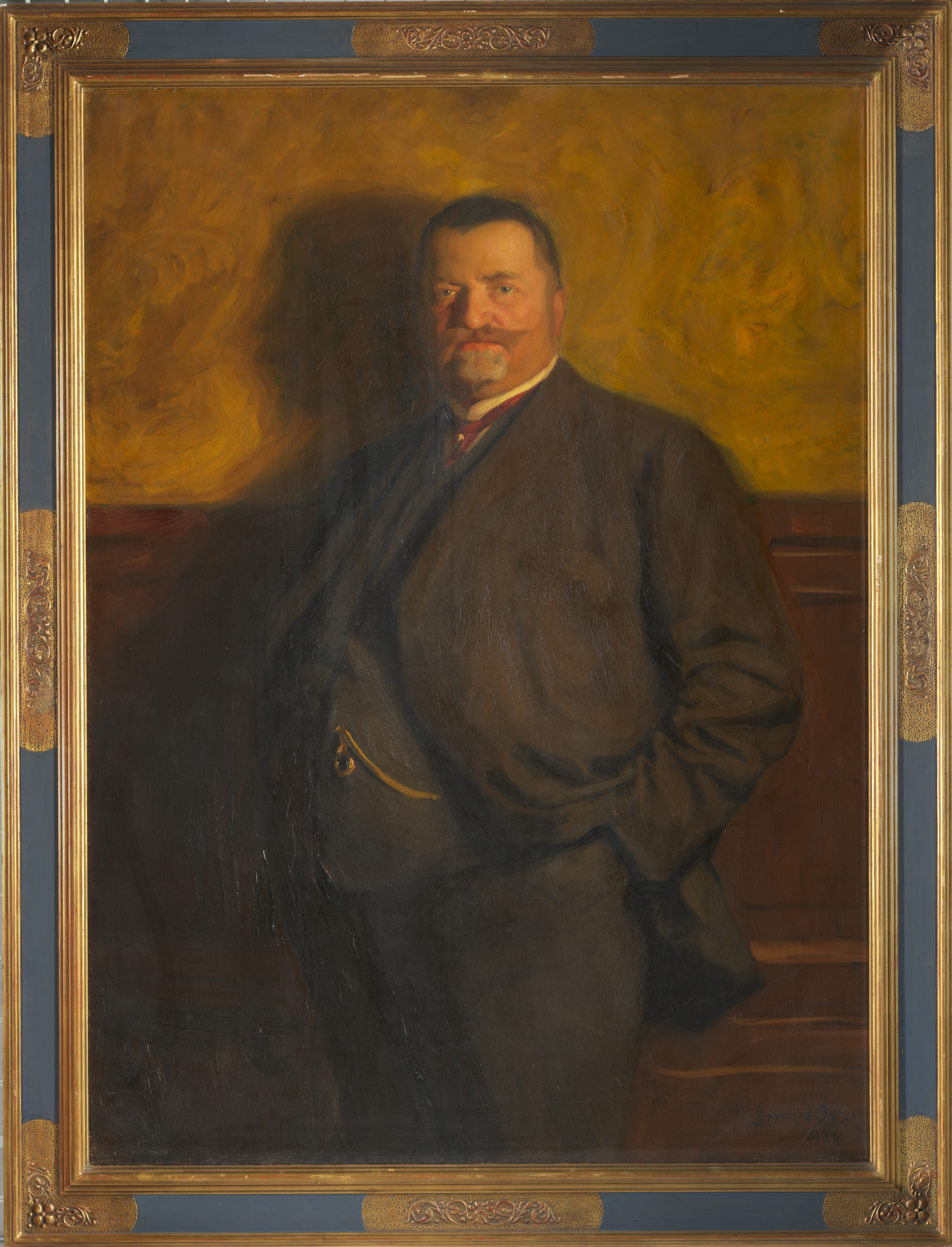
Ernst von Stubenrauch, Porträt von Bernhard Österman, 1908

Ernst Stubenrauch wurde als Sohn des Kreisrichters Hugo Stubenrauch im niederschlesischen Sagan geboren. Die Familie zog 1860 nach Berlin um, wo der Vater als Rechtsanwalt praktizierte und der Sohn das Friedrichswerdersche Gymnasium besuchte. Im Frühjahr 1870 nahm er ein Studium der Kameralistik, Volkswirtschaft und Rechtswissenschaft an der Ruprecht-Karls-Universität Heidelberg auf. An seinem 18. Geburtstag meldete er sich jedoch als Freiwilliger im Garde-Füsilier-Regiment in Berlin und zog in den Deutsch-Französischen Krieg 1870/71. Als Reserveoffizier des in Potsdam stationierten 1. Garde-Regiments zu Fuß, in dem traditionell auch Mitglieder der preußischen Königsfamilie dienten, erreichte er später den Dienstgrad Hauptmann.
Nach Rückkehr aus dem Krieg studierte Stubenrauch Rechtswissenschaften an der Ludwigs-Universität Gießen und der Friedrich-Wilhelm-Universität zu Berlin und trat dem Corps Teutonia Gießen bei. Nach dem Referendariat und dem zweiten („großen“) juristischen Staatsexamen wurde er 1879 Hilfsrichter in Berlin, 1880 bis 1885 Regierungsassessor in Potsdam, 1883 Verwalter der Potsdamer Polizeidirektion. 
Am 1. April 1885 übernahm er zunächst kommissarisch von Nicolaus Handjery das Landratsamt des Kreises Teltow. Während der Kreistag den Adlershofer Gutsbesitzer und Amtsvorsteher Hans von Oppen (1837–1901) bevorzugte, nominierte der Potsdamer Regierungspräsident Karl von Neefe den erst 32-jährigen Stubenrauch, der auch den preußischen Innenminister Robert von Puttkamer von sich überzeugen konnte und schließlich am 18. August desselben Jahres die endgültige Ernennung durch Kaiser und König Wilhelm I. erhielt.

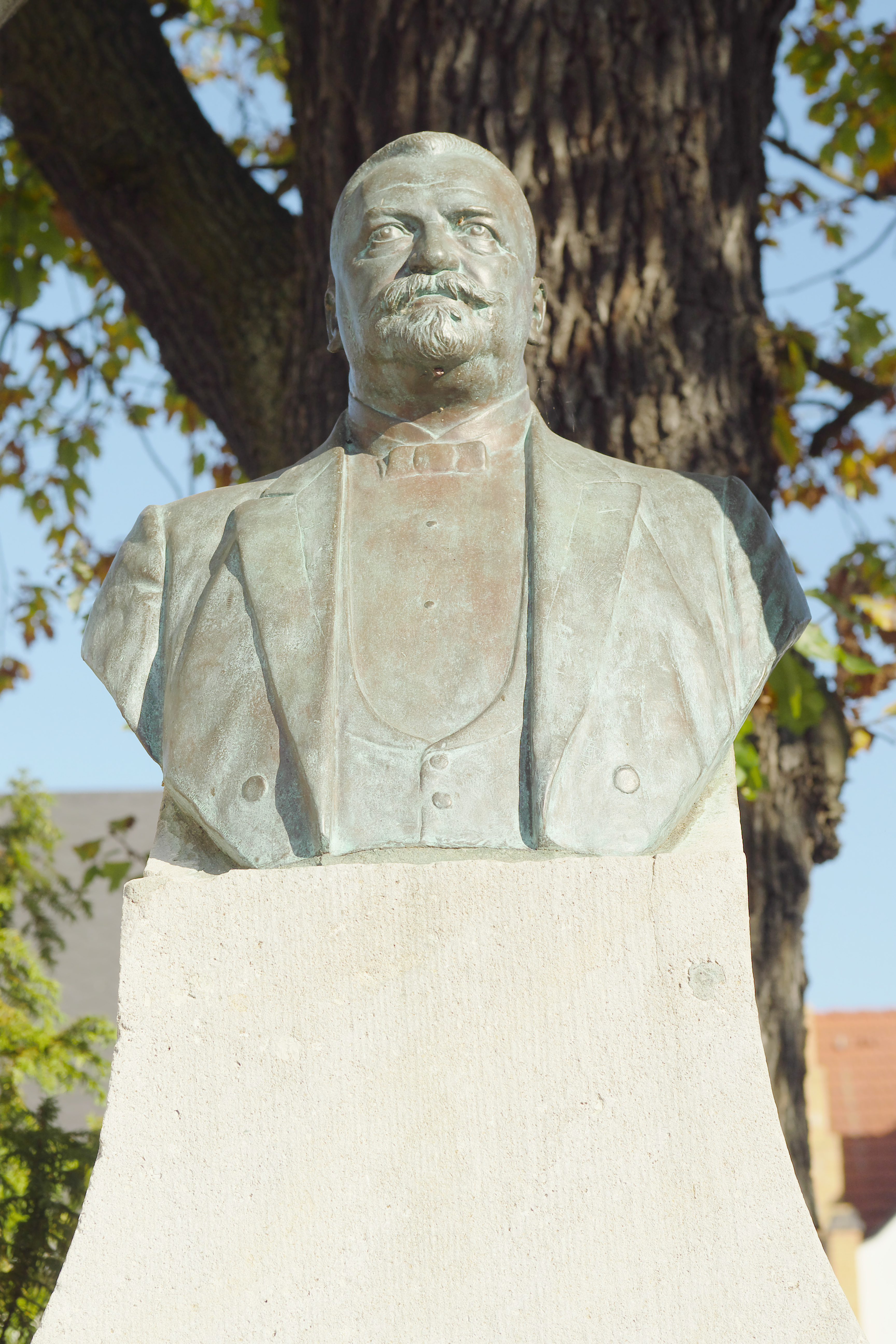
Bronzebüste im Stubenrauchdenkmal von 1908 in Teltow, 2018

Im Jahr 1891 geriet er wegen einer bewohnerfreundlichen und für Immobilienverwerter ungünstigen Bauordnung in einen heftigen Konflikt mit einflussreichen Kräften beim Kaiserhof, da er deren Geschäfte störte. Stubenrauch wurde seines Amtes enthoben und die Bauordnung nach vier Tagen mangels Zuständigkeit vom Potsdamer Regierungspräsidenten für unwirksam erklärt. Stubenrauch wurde im Januar 1892 vom Kreistag bestätigt, die Bauordnung wieder in Kraft gesetzt. Sie hatte die Gebäudehöhen und die Bebauungsdichte streng reglementiert. Bis heute ist sie beispielsweise an der Trasse der Berliner Ringbahn beim Übergang zwischen den Berliner Ortsteilen Wilmersdorf (Innenstadtbereich) und Friedenau (ehemals Kreis Teltow) im Stadtbild noch gut zu erkennen: Im Gegensatz zu den viergeschossigen Gebäuden Wilmersdorfs haben die Häuser in Friedenau nur drei Obergeschosse. Eine nach Stubenrauch benannte Straße befindet sich in unmittelbarer Nähe. Auch im Jahr 1891 ließ der Landrat für 1,5 Millionen Mark (kaufkraftbereinigt in heutiger Währung: rund 12,2 Millionen Euro) ein repräsentatives Verwaltungsgebäude errichten, das sich außerhalb des Kreisgebiets in der damaligen Berliner Viktoriastraße (Tiergartenviertel) nahe dem Potsdamer Bahnhof befand, an dem die nach Süden und Südwesten führenden Bahnlinien zusammenliefen.
Während Stubenrauchs Amtszeit erhielten die während der Gründerzeit stark gewachsenen Berliner Vororte Schöneberg, Rixdorf (dem heutigen Neukölln) und Wilmersdorf das Stadtrecht und schieden aus dem Kreis Teltow aus. Dem Landrat widerstrebte der Austritt dieser bevölkerungsreichen und finanzstarken Gemeinden, im Fall von Rixdorf verlangte der Kreis beispielsweise eine Abfindung von einer Million Mark. Trotz dieser Verluste nahm die Bevölkerung des Landkreises weiter zu, der weiterhin boomende Speckgürtel-Gemeinden wie Steglitz, Lichterfelde, Friedenau, Tempelhof, Köpenick und Treptow enthielt.
In der Amtszeit Stubenrauchs wurde vor allem die Infrastruktur des Kreises Teltow stark ausgebaut. Als wichtigste Maßnahme ist der 38 Kilometer lange Teltowkanal erwähnenswert, der die Havel bei Potsdam mit der Dahme bei Grünau im heutigen Berliner Bezirk Treptow-Köpenick verbindet. Er wurde auf Initiative Stubenrauchs zwischen 1900 und 1906 erbaut. Daneben wuchs das Straßennetz des Landkreises in seiner Amtszeit um 286 Kilometer und in Zossen, Trebbin, Lichterfelde und Mittenwalde entstanden neue Krankenhäuser. Ebenso geht der Bau des Grunewaldturms (1897–1899), eines Monuments, das nachfolgende Generationen an die Verdienste der Hohenzollern erinnern sollte, auf ihn zurück.

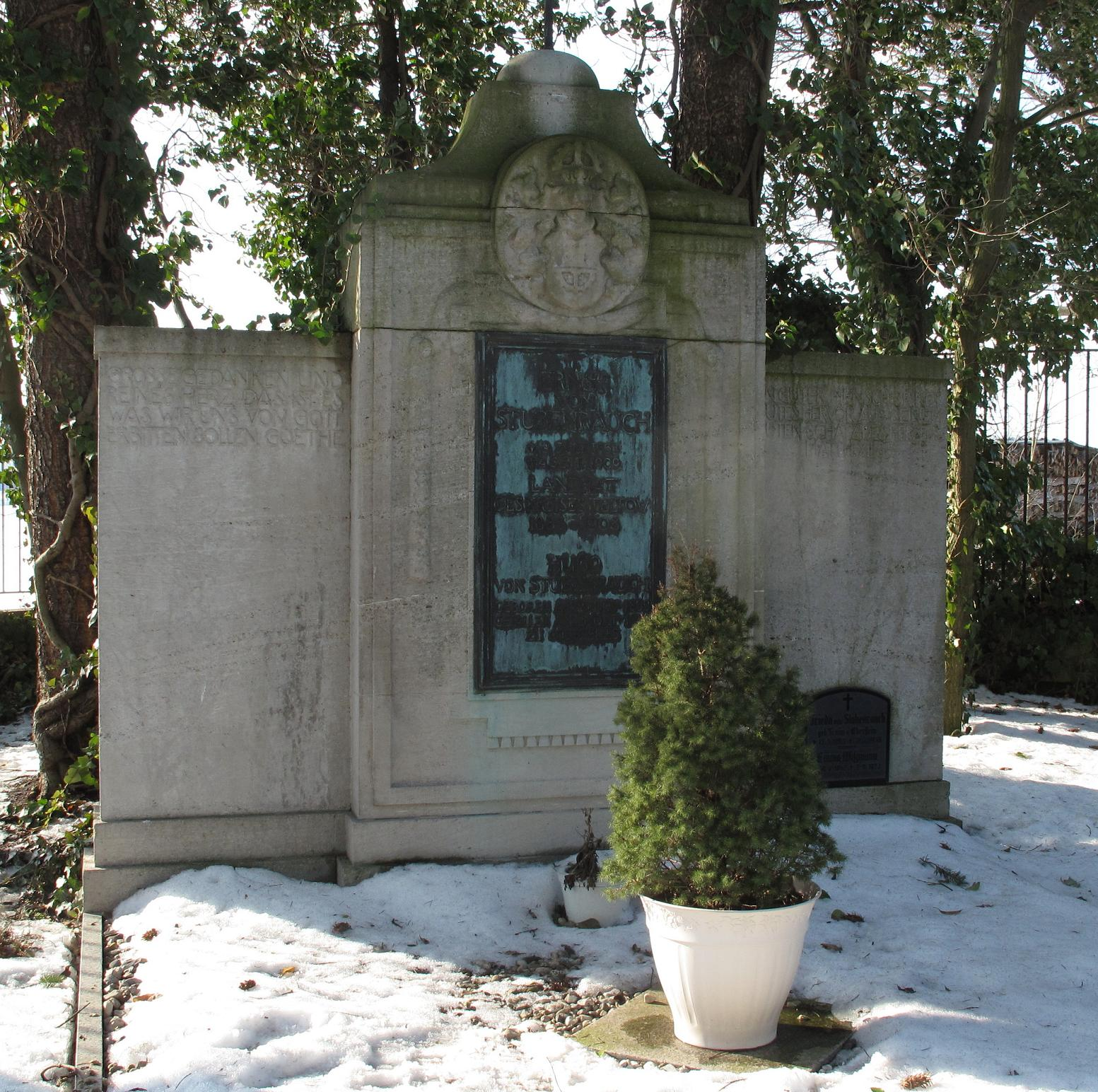
Grabstätte von Ernst und Hugo von Stubenrauch, 2010

Stubenrauch wurde am 1. Januar 1900 von Kaiser Wilhelm II. in den erblichen Adelsstand erhoben. 1908 wurde er Polizeipräsident von Berlin. Ein Jahr später starb der populäre Politiker während einer Kur in Schierke im Harz an Kehlkopfkrebs.
Ernst von Stubenrauch heiratete 1891 Frida von Eberstein (1865–1950), Tochter des preußischen Oberst a. D. Alfred von Eberstein und dessen Ehefrau Anna Friederike, geborene von Uebel. Er ist auf dem Kirchhof von Genshagen im heutigen Landkreis Teltow-Fläming bestattet. Sein Sohn Hugo fiel als Fahnenjunker 1914 im Ersten Weltkrieg.

## Ehrungen

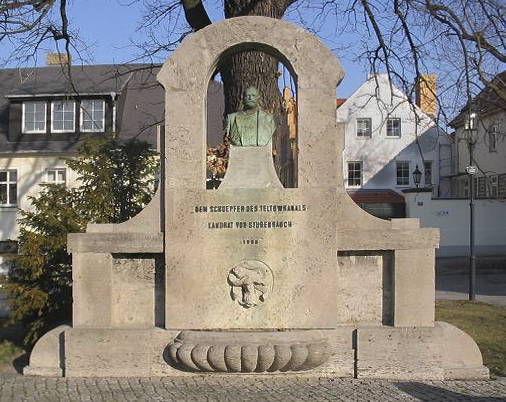
Stubenrauchdenkmal in Teltow.
Das Bild zeigt das Denkmal auf dem Marktplatz in Teltow, das der Bildhauer Ferdinand Lepcke geschaffen hat und das am 25. Oktober 1908 feierlich enthüllt wurde. Dem Werk fehlen heute die beiden Seitenteile, Bronzereliefs mit Frauenskulpturen, die die durch den Teltowkanal verbundenen Schwesterflüsse Havel und Spree symbolisieren sollten.

Anlässlich der Bildung Groß-Berlins im Jahr 1920 kamen mehrere Gemeinden des Landkreises Teltow zu Berlin. In ihnen gab es jeweils eigene Stubenrauchstraßen, deren Namen sich zum Teil bis heute erhalten haben. Unter anderem erinnert in Berlin-Friedenau die Stubenrauchstraße als Teil der sogenannten „Carstenn-Figur“ an den Politiker.
Weitere Namensgebungen
- Stubenrauchbrücke im Berliner Bezirk Treptow-Köpenick
- Stubenrauchbrücke im Berliner Bezirk Tempelhof-Schöneberg
- Stubenrauch-Krankenhaus (Zossen, Trebbin, Berlin-Lichterfelde und Mittenwalde)
- Stubenrauchdenkmal in Teltow
- Ernst-von-Stubenrauch-Grundschule Teltow
- Ernst-von-Stubenrauch-Saal, zentraler Veranstaltungsort im Neuen Rathaus in Teltow

Aus Respekt vor dem mächtigen Landrat im benachbarten Landkreis benannte die Stadt Rixdorf eine an der gemeinsamen Grenze verlaufende Straße nach seinem Lieblingsferiengebiet in Harzer Straße, weitere Straßen im angrenzenden Viertel nach von Stubenrauch geschätzten Kurorten im Harz; darunter auch nach Schierke, wo er starb.